# Perigramma
Perigramma is een geslacht van vlinders van de familie spanners (Geometridae), uit de onderfamilie Ennominae.

## Soorten
- P. albivena Dognin, 1906
- P. cesata Druce, 1892
- P. fuscipalpata Dognin, 1923
- P. griseolimitata Thierry-Mieg, 1907
- P. guatemalaria Schaus, 1927
- P. immaculata Dognin, 1902
- P. marcescens Dognin, 1913
- P. marginata Dognin, 1902
- P. nervaria Guenée, 1858
- P. religiosa Thierry-Mieg, 1892
- P. repetita Warren, 1905